# Diecéze Corpus Christi

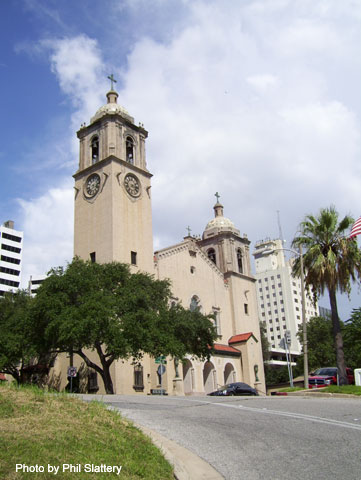
Katedrála v Corpus Christi

Diecéze Corpus Christi je římskokatolická diecéze v Texasu, součást provincie Galveston-Houston. Založena byla rozhodnutím papeže Pia X. 23. března 1912 z dřívějšího apoštolského vikariátu Bronsville, založeného v roce 1874 rozdělením diecéze Gavelston. 

## Sídlo
Sídelním kostelem diecéze je katedrála svatého Patrika ve městě Corpus Christi, jejíž základní kámen 1. března 1940 položil biskup Emmanuel Boleslav Ledvina (1868–1952), narozený ve státě Indiana jako potomek českých imigrantů.